# Waldteiche nördlich Räckelwitz
Waldteiche nördlich Räckelwitz este o arie protejată (arie specială de conservare — SAC, sit de importanță comunitară — SCI) din Germania întinsă pe o suprafață de 42 ha, integral pe uscat.

## Localizare
Centrul sitului Waldteiche nördlich Räckelwitz este situat la coordonatele 51°16′22″N 14°12′35″E / 51.2728°N 14.2097°E.

## Înființare
Situl Waldteiche nördlich Räckelwitz a fost declarat sit de importanță comunitară în iunie 2002 pentru a proteja 5 specii de animale. Situl a fost protejat și ca arie specială de conservare în aprilie 2011.

## Biodiversitate
Situată în ecoregiunea continentală, aria protejată conține 1 habitat natural: Lacuri eutrofice naturale cu vegetație de tip Magnopotamion sau Hydrocharition.
La baza desemnării sitului se află mai multe specii protejate:
- amfibieni (2): buhai de baltă cu burta roșie (Bombina bombina), triton cu creastă (Triturus cristatus)
- mamifere (3): liliac cârn (Barbastella barbastellus), lupul (Canis lupus), vidră de râu (Lutra lutra)